# Trollenpoppetje

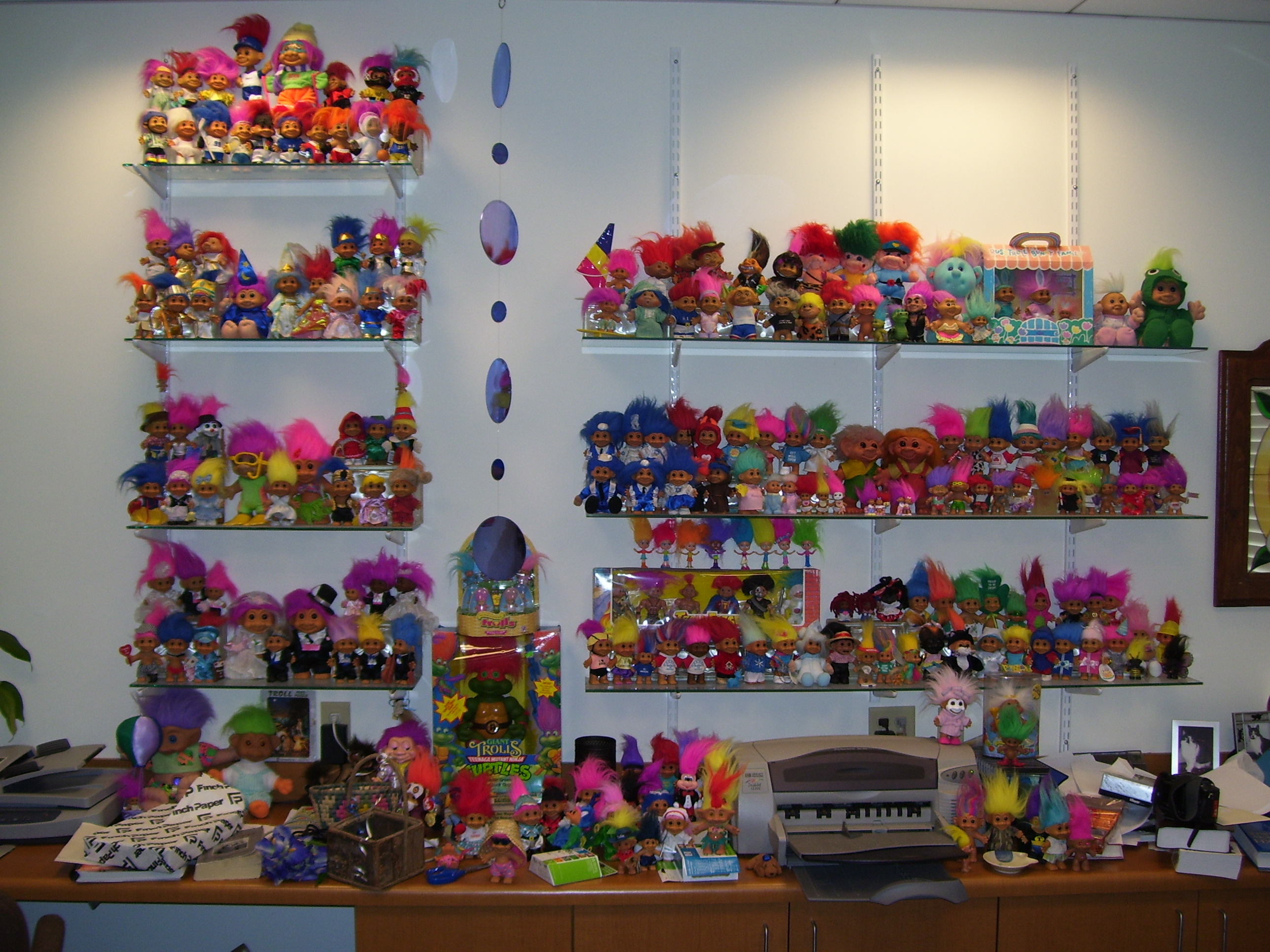
Trollenverzameling

Een trollenpop(pet)je is een kleine pop met fijndradig, felgekleurd, rechtopgekamd haar, die een glimlachende trol voorstelt. Het popje is ook bekend als Dam doll, troll doll, of good luck troll.

## Geschiedenis
Het poppetje werd in 1959 ontworpen door de Deense visser en houtsnijder Thomas Dam. Omdat hij geen geld had voor een kerstcadeau voor zijn dochter, maakte hij een poppetje voor haar. Andere kinderen in het dorp wilden er ook een en Dam begon met de productie van de poppetjes in plastic. De originele versie had ogen van glas en haar van schaapswol. Begin jaren zestig waren de poppetjes een rage in Europa en de Verenigde Staten. Vanwege de populariteit en een onduidelijk beschreven patent kwamen er veel goedkoper geproduceerde imitaties op de markt. In 2016 kwam de animatiefilm Trolls uit, waarin de poppetjes een hoofdrol spelen.